# Gorgota
Gorgota é uma comuna romena localizada no distrito de Prahova, na região de Muntênia. A comuna possui uma área de 32.55 km² e sua população era de 5414 habitantes segundo o censo de 2007.